# Aldealengua de Pedraza
Aldealengua de Pedraza település Spanyolországban, Segovia tartományban. Aldealengua de Pedraza Navarredonda y San Mamés, Lozoya, Navafría, Torre Val de San Pedro, Santiuste de Pedraza, Pedraza és Gallegos községekkel határos. Lakosainak száma 79 fő (2024).

## Népesség
A település népessége az elmúlt években az alábbi módon változott:
| Lakosok száma | 92   | 89   | 107  | 100  | 97   | 89   | 80   | 72   | 81   | 79   |
|               | 2001 | 2004 | 2007 | 2009 | 2012 | 2014 | 2017 | 2019 | 2022 | 2024 |